# A Magyar Tudományos Akadémia tagjainak listája (G–K)
A Magyar Tudományos Akadémia tagjainak listája az 1825-ben alakult tudományos társaság történetének tagjait sorolja fel. Az akadémikusok nagy száma szükségessé tette a lista külön szócikkekké tagolását. A 3386 akadémikus betűrendi bontásban érhető el, a lap tetején található navigációs doboz segítségével. Más tagolási szempontot nem érvényesítettünk, azaz a 2038 hazai, 79 országhatárokon túli magyar, 338 emigráns magyar és 931 külföldi tag; a 2634 egykori és 752 jelenlegi tag; stb. egyazon felsorolásban találhatóak meg.
A listában az alapvető életrajzi adatok mellett zárójelben megadtuk a levelező (l.), a rendes (r.), a tiszteleti (t.), a külső (k.) tagság elnyerésének évét, illetve az igazgatósági (ig.) tagság időtartamát, valamint a kizárás, lemondás, tagság megszűnése, tanácskozó (tan.) taggá minősítés, továbbá a tagság visszaállításának évszámát. Az Akadémia jelenlegi tagjait egy nevük elé helyezett csillag (*) jelöli.
A lista 2000 előtti adatainak fő forrása az akadémiai tagok háromkötetes almanachja (A Magyar Tudományos Akadémia tagjai 1825–2002), amelynek információit több esetben ellenőriztük az Akadémia Értesítőben megjelent tagválasztási jegyzőkönyvekben. Az utóbbiak alapján korrigált almanachbeli adatokat felső indexbe tett k betű jelöli.

## G
- Gaál Jenő (1846–1934) közgazdász, politikus (l. 1896; r. 1908; ig. 1931)
- Gaal József (1811–1866) költő, író, drámaíró (l. 1837)
- Gabelentz, Hans Conon von der (1807–1874) német nyelvész (t. 1858)
- Gabelentz, Georg von der (1840–1893) német nyelvész, sinológus (t. 1893)
- *Gábor Csilla (1963) romániai magyar irodalomtörténész (k. 2019)
- Gábor Dénes (1900–1979) nagy-britanniai magyar villamosmérnök, fizikus (t. 1964)
- Gábor László (1910–1981) építészmérnök (l. 1973; r. 1979)
- Gábos Zoltán (1924–2018) romániai magyar fizikus (k. 1995)
- Gábriel Asztrik László / Gabriel, Astrik L. (1907–2005) amerikai magyar történész (t. 1983)
- Gachard, Louis Prosper (1800–1885) belga történész (t. 1875)
- * Gács Péter (1947) amerikai magyar matematikus (k. 2013)
- Gadamer, Hans-Georg (1900–2002) német filozófus (t. 1983)
- Gaillard, Pieter Johannes (1907–1992) holland biológus (t. 1973)
- Gajzágó László (1883–1953) jogtudós, diplomata (l. 1942; tan. 1949; l. visszaállítva 1989)
- Gál Sándor (1933–2021) vegyészmérnök (l. 1993; r. 2004)
- Galamb Sándor (1886–1972) irodalomtörténész, dramaturg, színháztörténész (l. 1945; tan. 1949; l. visszaállítva 1989)
- Galambos János (1940–2019) amerikai-magyar matematikus (k. 1993)
- Galavics Géza (1940–2023) művészettörténész (l. 2001; r. 2019)
- Gáldi László (1910–1974) nyelvész, romanista (l. 1942; tan. 1949; l. visszaállítva 1989)
- Galgóczy Károly (1823–1916) mezőgazdász, agrárpolitikus (l. 1858; t. 1914)
- Gallai Tibor (1912–1992) matematikus (l. 1990)
- Gamkrelidze, Tamaz (1929–2021) grúz nyelvész, kartvelológus (t. 2007)
- * Gánóczy Sándor (1928) németországi magyar római katolikus pap, teológus (k. 2013)
- Garas Klára (1919–2017) művészettörténész (l. 1973; r. 1985)
- Garay András (1926–2005) biofizikus (l. 1973; kizárták 1976; l. visszaállítva 1990; r. 1993)
- Garay János (1812–1853) költő, író (l. 1839)
- Gárdonyi Géza (1863–1922) író, költő (l. 1910; t. 1920)
- * Gáspár Péter (1960) közlekedésmérnök (l. 2016; r. 2022)
- Gáspár Rezső (1921–2001) fizikus (l. 1970; r. 1979)
- * Gáspár Zsolt (1944) építőmérnök, matematikus (l. 1993; r. 1998)
- Gáthy István (1780–1859) geodéta, vízépítő mérnök (l. 1836)
- Gáti István (1922–2007) orvos, szülész-nőgyógyász, endokrinológus (l. 1987; r. 1993)
- Gauss, Carl Friedrich (1777–1855) német matematikus (t. 1847)
- Gebhardt Xavér Ferenc (1791–1869) orvos (r. 1830)
- Géczy Barnabás (1925–2022) paleontológus (l. 1993; r. 1998)
- Gécseg Ferenc (1939–2014) matematikus (l. 1987; r. 1995)
- Gegesi Kiss Pál (1900–1993) orvos, gyermekgyógyász, gyermekpszichológus (l. 1949; r. 1954)
- Gegő Elek (1805–1844) történész, néprajzkutató (l. 1835)
- Gelei József (1754–1838) író, műfordító (l. 1832)
- Gelei József (1885–1952) zoológus (l. 1923; r. 1938)
- Geleji Sándor (1898–1967) kohómérnök (l. 1950; r. 1954)
- * Gelenbe, Sami Erol (1945) török informatikus (t. 2010)
- * Gelencsér András (1966) meteorológus (l. 2019; r. 2025)
- * Gellman, Samuel (1959) amerikai kémikus (t. 2019)
- Genersich Antal (1842–1918) orvos, patológus (l. 1892; r. 1906)
- Genetz, Arvid (1848–1915) finn nyelvész, író (t. 1884)
- Genthon István (1903–1969) művészettörténész (l. 1945; tan. 1949; l. visszaállítva 1989)
- Geoffroy Saint-Hilaire, Isidore (1805–1861) francia zoológus (t. 1858)
- Georch Illés (1772–1835) jogtudós (t. 1832)
- Geraszimov, Innokentyij Petrovics (1905–1985) orosz földrajztudós, geomorfológus (t. 1973)
- Gerecs Árpád (1903–1982) vegyészmérnök, kémikus (l. 1951; r. 1958)
- Geremek, Bronisław (1932–2008) lengyel politikus, történész (t. 2001)
- Gerevich László (1911–1997) régész, művészettörténész (l. 1970; r. 1973)
- Gerevich Tibor (1882–1954) művészettörténész (l. 1922; r. 1934; ig. 1945–1946; tan. 1949; r. visszaállítva 1989)
- Gergely János / Gergely, John (1919–2013) amerikai magyar biokémikus (t. 2001)
- Gergely János (1925–2008) orvos, immunológus (l. 1982; r. 1990)
- * Gergely Pál István (1947) biokémikus (l. 2004; r. 2010)
- Gerő Ernő (1898–1980) politikus, közgazdász (t. 1949; tagsága megszűnt 1957)
- Gertler János (1936–2023) amerikai magyar villamosmérnök (k. 1995)
- * Gervain Judit (1978) olaszországi magyar nyelvész (k. 2025)
- Geszti Pál Ottó (1922–1985) villamosmérnök (l. 1967; r. 1976)
- Gévay Antal (1797–1845) történész, orientalista (l. 1831)
- * Ghil, Michael (1944) amerikai meteorológus (t. 2010)
- Giannini, Amedeo (1886–1960) olasz jogtudós, történész (t. 1926)
- Gide, Charles (1847–1932) francia közgazdász, gazdaságtörténész (t. 1922)
- Giesebrecht, Wilhelm von (1814–1889) német történész (t. 1878)
- Giesswein Sándor (1856–1923) politikus, nyelvész, teológus (l. 1914)
- Gieysztor, Aleksander (1916–1999) lengyel történész (t. 1988)
- Giljarov, Merkurij Szergejevics (1912–1985) orosz zoológus (t. 1976)
- Gillemot László (1912–1977) gépészmérnök, anyagtudós (l. 1949; r. 1965)
- Gimesi Nándor István (1892–1953) botanikus, hidrobiológus (l. 1948)
- Gindely, Antonín (1829–1892) cseh történész (t. 1878)
- Ginsztler János (1943–2019) gépészmérnök (l. 2001; r. 2007)
- Giuliano, Balbino (1879–1958) olasz filozófus (t. 1939)
- Gladstone, William Ewart (1809–1898) brit politikus (t. 1873)
- Glant Tibor (1944–2022) amerikai magyar immunológus (k. 2007)
- * Glatz Ferenc (1941) történész, művelődéspolitikus (l. 1993; r. 2001)
- Glauber, Roy (1925–2018) amerikai fizikus (t. 2013)
- Gneist, Rudolf von (1816–1895) német jogtudós (t. 1874)
- Gnoli, Gherardo (1937–2012) olasz orientalista (t. 2004)
- * Gócza Elen (1965) biotechnológus (l. 2022)
- Goeje, Michael Jan de (1836–1909) holland orientalista (t. 1882)
- * Golden, Peter B. (1941) amerikai filológus, turkológus (t. 2019)
- Goldziher Ignác (1850–1921) orientalista, filológus (l. 1876; r. 1892; ig. 1911)
- Gombás Pál (1909–1971) fizikus (l. 1946; r. 1946)
- Gombocz Endre (1882–1945) botanikus (l. 1939)
- Gombocz Zoltán (1877–1935) nyelvész (l. 1905; r. 1922; ig. 1933)
- Gombos Ferenc Albin (1873–1938) történész (l. 1925; r. 1937)
- Gombos Imre (1791–1840) drámaíró (t. 1835)
- * Gombosi Tamás (1947) amerikai magyar csillagász, űrfizikus (k. 2016)
- Gondol Dániel (1815–1891) író, műfordító, esztéta (l. 1845)
- Goodman, Robert Norman (1923–1999) amerikai botanikus (t. 1986)
- Gorini, Constantino (1865–1950) olasz bakteriológus (t. 1939)
- Gorove István (1819–1881) politikus, közgazdász (l. 1843; t. 1867)
- Gorove László (1780–1839) író (l. 1835)
- * Gosztonyi György (1932) németországi magyar neurológus (k. 2004)
- Gothard Jenő (1867–1909) csillagász (l. 1890)
- Gömöri Pál (1905–1973) belgyógyász (l. 1954; r. 1965)
- Gönczy Pál (1817–1892) pedagógus, publicista (l. 1858)
- Görög Demeter (1760–1833) lapszerkesztő, térképész (t. 1831)
- Görög Sándor (1933–2025) vegyészmérnök (l. 1987; r. 1995)
- Görömbei András (1945–2013) irodalomtörténész (l. 2001; r. 2010)
- Grabmann, Martin (1875–1949) német vallástörténész, filozófus (t. 1940)
- * Grabócz Márta (1952) franciaországi magyar zenetörténész (k. 2022)
- Gráf László (1942–2023) biokémikus (l. 1993; r. 2001)
- Grafarend, Erik W. (1939–2020) német geodéta (t. 2010)
- Graham, Ronald L. (1935–2020) amerikai matematikus (t. 2001)
- Gránásy László (1955–2023) szilárdtest-fizikus (l. 2019)
- Grasselly Gyula (1920–1991) geokémikus, mineralógus (l. 1976; r. 1982)
- Grastyán Endre (1924–1988) orvos, fiziológus (l. 1982)
- Gratz Gusztáv (1875–1946) politikus, publicista (l. 1941)
- * Grätzer György (1936) kanadai magyar matematikus (k. 1998)
- Greguss Ágost (1825–1882) író, esztéta (l. 1858; r. 1863; ig. 1882)
- Greguss Gyula (1829–1869) fizikus, műfordító (l. 1864)
- Grenács László (1933–2017) belgiumi magyar atomfizikus (k. 2007)
- Gribov, Vlagyimir Naumovics (1930–1997) orosz fizikus (t. 1993)
- Grimm, Jacob (1785–1863) német nyelvész, irodalomtörténész, néprajzkutató (t. 1858)
- Gróh Gyula (1886–1952) kémikus (l. 1925; r. 1936; tan. 1949; r. visszaállítva 1989)
- * Gromov, Mihail Leonyidovics / Gromov, Mikhaïl (1943) orosz-francia matematikus (t. 2010)
- Grosschmid Béni (1852–1938) jogtudós (l. 1901)
- Grosschmid Lajos (1886–1940) matematikus (l. 1936)
- Groszkowski, Janusz (1898–1984) lengyel fizikus (t. 1965)
- Grote, Arthur (1814–1886) angol orientalista, történész (t. 1863)
- Grősz József (1887–1961) római katolikus főpap (ig. 1943–1946)
- Grunert, Johann August (1797–1872) német matematikus, fizikus (t. 1860)
- * Grüner György (1943) amerikai magyar fizikus (k. 1990)
- Grünwald Béla (1839–1891) politikus, publicista (l. 1888)
- Gryglewski, Ryszard (1932–2023) lengyel orvos, farmakológus (t. 1998)
- Guasti, Cesare (1822–1889) olasz történész (t. 1884)
- Gubernatis, Angelo de (1840–1913) olasz filológus, orientalista (t. 1880)
- Guizot, François (1787–1874) francia történész, politikus (t. 1858)
- * Gulyás Balázs Zoltán (1956) svédországi magyar orvos, neurobiológus (k. 1995)
- Gulyás Pál (1881–1963) könyvtáros, bibliográfus (l. 1932; r. 1946; tan. 1949; r. visszaállítva 1989)
- Gunda Béla (1911–1994) néprajzkutató (l. 1990; r. 1991)
- *Guo Qi Zhang (1959) kínai-holland repülőmérnök (t. 2025)
- Gutmann, Viktor (1921–1998) osztrák kémikus (t. 1986)
- * Guttmann András (1954) ausztriai magyar biokémikus (k. 2004)
- Guzmics Izidor (1786–1839) közíró, teológus, bencés szerzetes (r. 1830; t. 1838)

## Gy
- Gyalókay Jenő (1874–1945) hadtörténész (l. 1926; r. 1936)
- * Gyáni Gábor (1950) társadalomtörténész (l. 2010; r. 2016)
- Gyárfás István (1822–1883) jogtudós, jogtörténész (l. 1878)
- Gyarmati István (1929–2002) fizikus, fizikokémikus (l. 1982; r. 1990)
- Gyenge Csaba (1940–2021) romániai magyar gépészmérnök (k. 2004)
- Gyermek László (1926–2017) amerikai magyar aneszteziológus, farmakológus (k. 2004)
- * Gyimóthy Tibor (1953) matematikus, informatikus (l. 2019; r. 2025)
- Gyires Béla (1909–2001) matematikus (l. 1987; r. 1990)
- Gyomlay Gyula (1861–1942) klasszika-filológus, bizantinológus (l. 1898; t. 1938)
- Gyóni Mátyás (1913–1955) történész, bizantinológus (l. 1948)
- * Gyöngy István (1951) nagy-britanniai magyar matematikus (k. 2025)
- Győrffy Balázs (1938–2012) nagy-britanniai magyar fizikus (k. 1995)
- Győrffy Barna (1911–1970) növénygenetikus, biokémikus, növényfiziológus (l. 1990, 1967-es jelölése posztumusz elfogadva)
- Győrffy Béla (1928–2002) agrármérnök (l. 1987; r. 1993)
- Györffy György (1917–2000) történész (l. 1990; r. 1991)
- Györffy István (1884–1939) néprajzkutató (l. 1932)
- Győrffy István (1880–1959) botanikus (l. 1940; tan. 1949; l. visszaállítva 1989)
- * Györfi László (1947) matematikus (l. 1995; r. 2001)
- György Endre (1848–1927) közgazdász, politikus (l. 1879; r. 1919)
- György Lajos (1890–1950) romániai magyar irodalomtörténész (l. 1930; r. 1942; tan. 1949; r. visszaállítva 1989)
- Györke József (1906–1946) nyelvész (l. 1945)
- * Győry Kálmán (1940) matematikus (l. 1993; r. 1998)
- Győry Sándor (1795–1870) építőmérnök, matematikus (l. 1832; r. 1832)
- Győry Tibor (1869–1938) orvos, orvostörténész (l. 1933)
- Győry Vilmos (1838–1885) író, műfordító (l. 1872)
- Gyulai József (1933–2021) fizikus (l. 1990; r. 1995)
- Gyulai Pál (1826–1909) irodalomtörténész, író, kritikus (l. 1858; r. 1867; ig. 1883; t. 1906)
- Gyulai Zoltán (1887–1968) fizikus (l. 1932; r. 1954)
- * Gyulassy Miklós (1949) amerikai magyar fizikus (k. 1998)
- Gyurikovits György (1780–1848) jogtörténész (l. 1832)

## H
- Haan Lajos (1818–1891) történész, egyháztörténész (l. 1877)
- Haar Alfréd (1885–1933) matematikus (l. 1931)
- * Haas János (1947) geológus (l. 2016; r. 2022)
- Haberern Jonatán (1818–1880) klasszika-filológus, filozófus (l. 1867)
- Habermas, Jürgen (1929) német szociológus, filozófus (t. 1981, a tagságot nem fogadta el)
- Habsburg József Ágost főherceg (1872–1962) politikus (ig. 1906–1945; t. 1917; kizárták 1945)
- Habsburg–Lotaringiai István főherceg (1817–1867) politikus, nádor (pártfogó tag 1847–1848)
- Habsburg–Lotaringiai József Antal János főherceg (1776–1847) nádor (pártfogó tag 1825–1847)
- Habsburg–Lotaringiai József Károly főherceg (1833–1905) politikus, katonatiszt, nyelvész (ig. 1881; t. 1888)
- Habsburg–Lotaringiai Rudolf főherceg (1858–1889) politikus (t. 1878)
- * Hacker, Jörg H. (1952) német mikrobiológus (t. 2007)
- * Hacki Tamás (1944) németországi magyar orvos, audiológus (k. 2022)
- Hacsaturov, Tigran Szergejevics (1906–1989) orosz közgazdász (t. 1970)
- Haddow, Alexander (1907–1976) skót orvos, patológus, onkológus (t. 1967)
- Hadrovics László (1910–1997) nyelvész, filológus, szlavista (l. 1948; r. 1970)
- Hadzidákisz, Geórgiosz (1848–1941) görög nyelvész (t. 1900)
- Hadzsiolov, Aszen Ivanov (1903–1996) bolgár hisztológus, citológus (t. 1953)
- Hahn István (1913–1984) ókortörténész (l. 1979; r. 1982)
- Haidinger, Wilhelm Karl (1795–1871) osztrák geológus, mineralógus (t. 1864)
- * Haiduc, Ionel (1937) román kémikus (t. 2007)
- * Hajdu János (1934) németországi magyar fizikus (k. 2004)
- * Hajdú János (1948) svédországi magyar biofizikus (t. 2013)
- Hajdú Péter (1923–2002) nyelvész (l. 1970; r. 1976)
- Hajnal András (1931–2016) matematikus (l. 1976; r. 1982)
- Hajnal István (1892–1956) történész (l. 1928; r. 1939; tan. 1949; r. visszaállítva 1989)
- * Hajnal Zoltán (1933) kanadai magyar geofizikus (k. 2001)
- Hajnik Imre (1840–1902) jogtudós, jogtörténész (l. 1871; r. 1880)
- Hajnóczi Gyula (1920–1996) építészettörténész, régész (l. 1995)
- * Hajnóczky György (1963) amerikai magyar orvos, biológus (k. 2016)
- Hajós György (1912–1972) matematikus (l. 1948; r. 1953)
- Halasi Kun György (1916–2011) amerikai magyar hidrogeológus, térképész (k. 1993)
- Halasi Kun Tibor (1914–1991) amerikai magyar turkológus (t. 1986)
- Halász Béla (1927–2019) orvos, anatómus, neuroendokrinológus (l. 1979; r. 1985)
- * Halász Gábor (1941) matematikus (l. 1987; r. 1995)
- Halász Géza (1816–1888) orvos (l. 1863)
- Halász Ignác (1855–1901) nyelvész, irodalomtörténész (l. 1888)
- Halász Ottó (1927–1986) építőmérnök (l. 1982)
- * Haller György (1965) svájci magyar gépészmérnök (k. 2019)
- * Halmai Péter (1953) közgazdász (l. 2016; r. 2022)
- * Halmesvirta, Anssi (1956) finn történész (t. 2022)
- Halmos Pál (1916–2006) amerikai magyar matematikus (t. 1979)
- Halpern, Bernard (1904–1978) francia orvos, immunológus, allergológus (t. 1973)
- Halver, John Emil (1922–2012) amerikai biokémikus (t. 1998)
- *Hamar Imre (1967) orientalista, sinológus (l. 2025)
- Hambardzumjan, Viktor (1908–1996) örmény csillagász (t. 1979)
- Hammer-Purgstall, Joseph von (1774–1856) osztrák orientalista, történész (t. 1831)
- Hámori József (1932–2021) neurobiológus (l. 1990; r. 1998)
- Hampel József (1849–1913) régész (l. 1884; r. 1892)
- * Hamza Gábor (1949) jogtudós (l. 2004; r. 2010)
- Hanák János (1812–1849) zoológus (l. 1846)
- Hanák Péter (1921–1997) történész (l. 1990; r. 1995)
- Handley, Eric Walter (1926–2013) angol klasszika-filológus (t. 1993)
- * Hangody László (1958) orvos, traumatológus (l. 2013; r. 2019)
- * Hangos Katalin (1952) kémikus, informatikus (l. 2025)
- Hankó Vilmos (1854–1923) kémikus (l. 1894)
- Hantken Miksa (1821–1893) geológus, paleontológus (l. 1864; r. 1874)
- * Hanzó Lajos (1952) nagy-britanniai magyar villamosmérnök (k. 2016)
- Haranghy László (1897–1975) orvos, patológus, gerontológus (l. 1948; tan. 1949; l. újraválasztva 1955)
- * Harangi Szabolcs (1962) geokémikus, vulkanológus (l. 2019; r. 2025)
- Haraszti Gyula (1858–1921) irodalomtörténész (l. 1903)
- Hardy Gyula (1928–1988) kémikus (l. 1976; r. 1985)
- * Hargittai Eszter (1973) svájci magyar szociológus (k. 2022)
- * Hargittai István (1941) kémikus (l. 1987; r. 1993)
- * Hargittai Magdolna (1945) kémikus (l. 2004; r. 2010)
- Harkányi Béla (1869–1932) csillagász (l. 1911)
- Harmathy Attila (1937–2022) jogtudós (l. 1993; r. 1998)
- Harmatta János (1917–2004) nyelvész, klasszika-filológus, indológus (l. 1970; r. 1979)
- Harnos Zsolt (1941–2009) matematikus, informatikus (l. 1995; r. 2001)
- * Harrach Balázs (1952) állatorvos (l. 2016; r. 2022)
- Harsányi János (1920–2000) amerikai magyar közgazdász (t. 1995)
- * Hartkamp, Arthur (1945) holland jogtudós (t. 2010)
- Hartke, Werner (1907–1993) német klasszika-filológus (t. 1965)
- * Harwood, John L. (1946) angol biokémikus (t. 2010)
- Haselsteiner, Horst (1942–2019) osztrák történész (t. 1998)
- Hasenfratz Péter (1946–2016) svájci magyar fizikus (k. 2001)
- * Haskó György (1967) amerikai magyar orvos, farmakológus (k. 2025)
- Haszpra Ottó (1928–2012) vízépítő mérnök (l. 1998; r. 2004)
- * Hatvani László (1943) matematikus (l. 1998; r. 2004)
- Hatvany Lajos (1880–1961) irodalomtörténész, kritikus, író (l. 1960)
- Hauer, Franz von (1822–1899) osztrák geológus, földrajztudós (t. 1865)
- Hausen, Harald zur (1936–2023) német orvos, onkológus, virológus (t. 2010)
- Hauser Arnold (1892–1978) filozófus, művészettörténész (t. 1977)
- Hauszmann Alajos (1847–1926) építész (t. 1924)
- Havas András (1891–1954) mikrobiológus (l. 1949)
- Háy László (1891–1975) gazdaságpolitikus, közgazdász (l. 1965; r. 1973)
- Haynal Imre (1892–1979) orvos, belgyógyász (l. 1945; r. 1946)
- Haynald Lajos (1816–1891) római katolikus főpap, botanikus (ig. 1868; t. 1868)
- Hazai György (1932–2016) turkológus (l. 1982; r. 1995)
- Hazay István (1901–1995) geodéta (l. 1967; r. 1976)
- Házi Jenő (1892–1986) történész, levéltáros (l. 1938; tan. 1949; l. visszaállítva 1989)
- Hazslinszky Frigyes Ákos (1818–1896) botanikus (l. 1863; r. 1872)
- Heady, Earl Orel (1916–1987) amerikai agrárközgazdász (t. 1964)
- * Heck, Bernhard (1951) német geodéta (t. 2013)
- Heckel, Johann Jakob (1790–1857) osztrák zoológus (t. 1847)
- Heer, Oswald (1809–1883) svájci geológus, botanikus (t. 1874)
- Hegedűs István (1848–1925) klasszika-filológus, esztéta, műfordító (l. 1896; r. 1910)
- Hegedüs Lajos (1831–1883) jogtudós (l. 1874)
- Hegedűs László (1814–1884) pedagógus (l. 1860)
- Hegedüs Lóránt (1872–1943) gazdaságpolitikus, közgazdász, publicista (l. 1920; t. 1934; ig. 1935)
- Hegedüs Sámuel (1781–1844) teológus (l. 1832)
- Hegedüs Sándor (1847–1906) közgazdász, politikus (l. 1885; r. 1893)
- Heinlein István (1874–1945) ókortörténész (l. 1927)
- Heinrich Gusztáv (1845–1922) irodalomtörténész (l. 1880; r. 1892)
- Heisenberg, August (1869–1930) német bizantinológus (t. 1929)
- Hekler Antal (1882–1940) régész, művészettörténész (l. 1920; r. 1934)
- * Held József (1930) amerikai magyar történész (k. 2004)
- Heller Ágnes (1929–2019) filozófus (l. 1990; r. 1995)
- Heller Ágost (1843–1902) fizikus, tudománytörténész (l. 1887; r. 1893)
- Heller Erik (1880–1958) jogtudós (l. 1943; tan. 1949; l. visszaállítva 1989)
- Heller Farkas (1877–1955) közgazdász (l. 1921; r. 1934; tan. 1949; r. visszaállítva 1989)
- Heller László (1907–1980) gépészmérnök (l. 1954; r. 1962)
- Helmert, Friedrich Robert (1843–1917) német geodéta (t. 1908)
- Helmholtz, Hermann Ludwig von (1821–1894) német fiziológus, fizikus (t. 1872)
- * Helyes Lajos (1956) kertészmérnök (l. 2022)
- * Helyes Zsuzsanna (1971) orvos, neurofarmakológus (l. 2019; r. 2025)
- Henle, Friedrich Gustav Jakob (1809–1885) német orvos, anatómus, patológus (t. 1884)
- * Henning, Thomas (1956) német csillagász, űrfizikus (t. 2019)
- Henszlmann Imre (1813–1888) művészettörténész, régész (l. 1841; r. 1873)
- Herczeg Ferenc (1863–1954) író, publicista (l. 1899; r. 1910; t. 1914; ig. 1922–1946; tagsága megszűnt 1949; t. visszaállítva 1989)
- Herczegh Géza (1928–2010) jogtudós (l. 1985; r. 1990)
- Herepei Károly (1802–1871) egyháztörténész (l. 1838)
- Herman József (1924–2005) nyelvész (l. 1982; r. 1987)
- Hermann István (1925–1986) filozófus (l. 1976; r. 1985)
- Hermecz István (1944–2011) vegyészmérnök (l. 2010)
- Hermite, Charles (1811–1901) francia matematikus (t. 1881)
- Hernád István Róbert (1945) kanadai magyar pszichológus (k. 2001; lemondott 2016)
- Herschel, John Frederick William (1792–1871) angol csillagász (t. 1858)
- * Hersko, Avram (1937) izraeli magyar biokémikus (t. 2007)
- Hertz, Gustav Ludwig (1887–1975) német fizikus (t. 1955)
- Herz Miksa / Herz, Max (1856–1919) magyar származású művészettörténész, építész (t. 1896)
- Herzberg, Gerhard (1904–1999) kanadai fizikus, kémikus (t. 1964)
- Herzog Ferenc (1879–1952) orvos, belgyógyász (l. 1932; r. 1941; tan. 1949; r. visszaállítva 1989)
- Herzog József (1880–1941) levéltáros, gazdaságtörténész (l. 1936)
- * Heszky László (1945) agrármérnök, növénygenetikus, növénynemesítő, biotechnológus (l. 1998; r. 2004)
- Hetényi Géza (1894–1959) orvos, belgyógyász (l. 1949; r. 1950)
- * Hetényi György (1980) svájci magyar geofizikus (k. 2025)
- Hetényi János (1786–1853) református lelkész, filozófus (l. 1836; r. 1840)
- * Hetényi Magdolna (1944) geokémikus (l. 2001; r. 2007)
- Hevesi Gyula (1890–1970) vegyészmérnök, közgazdász (l. 1949; r. 1956)
- Hevesy György (1885–1966) magyar származású Nobel-díjas fizikokémikus (t. 1945)
- Heyrovský, Jaroslav (1890–1967) cseh kémikus (t. 1955)
- Hilbert, David (1862–1943) német matematikus (t. 1906)
- Hildebrand, Hans (1842–1913) svéd művelődéstörténész (t. 1880)
- Hill, John Edward Christopher (1912–2003) angol történész (t. 1981)
- Hintikka, Jaakko (1929–2015) finn filozófus (t. 2001)
- Hirschler Ignác (1823–1891) orvos, szemész (l. 1869)
- Hirth, Friedrich (1845–1927) német orientalista, sinológus (t. 1901)
- Hissink, David Jacobus (1874–1956) holland talajkutató (k. 1928k)
- * Hjelt, Sven-Erik Oskar (1939) finnországi svéd geofizikus (t. 1998)
- Hồ Tôn Trinh (1920–2011) vietnámi irodalomtudós (t. 1979)
- Hoblik Márton (1791–1845) drámaíró, jogász (l. 1832)
- Hobsbawm, Eric John Ernest (1917–2012) angol filozófus, társadalomtörténész (t. 1979)
- Hoch Róbert (1926–1993) közgazdász (l. 1985; r. 1990)
- Hodinka Antal (1864–1946) történész, művelődéstörténész, szlavista (l. 1910; r. 1933)
- * Hof, Paul van den (1957) holland villamosmérnök (t. 2016)
- Hoff, Jacobus Henricus van ’t (1852–1911) holland kémikus (t. 1891)
- Hoff Miklós (1906–1997) amerikai magyar gépészmérnök, repülőgép-tervező (t. 1986)
- * Hoffmann István (1953) nyelvész (l. 2019; r. 2025)
- Hoffmann Pál (1830–1907) jogtudós (l. 1863; r. 1890)
- Hoffner József (1794–1841) állatorvos (l. 1832)
- Hofmann, August Wilhelm von (1818–1892) német kémikus (t. 1889)
- Hofmann Károly (1839–1891) geológus (l. 1871)
- Hofstede, Geert (1928–2020) holland szociálpszichológus (t. 2010)
- * Hohmann Judit (1957) gyógyszerkutató (l. 2019; r. 2025)
- * Holczer Károly (1951) amerikai magyar szilárdtest-fizikus (k. 2022)
- Hollán Ernő (1824–1900) hadmérnök, katonatiszt (l. 1858; r. 1861; t. 1872; ig. 1892)
- Hollán Zsuzsa (1920–2008) orvos, hematológus (l. 1973; r. 1982)
- Holló János (1919–2012) vegyészmérnök (l. 1967; r. 1976)
- Hollós László (1859–1940) botanikus, mikológus (l. 1904)
- Hollósi Miklós (1941–2016) kémikus (l. 1998; r. 2004)
- Hollósy Jusztinián (1819–1900) csillagász (l. 1863)
- * Holmes, Philip J. (1945) amerikai gépészmérnök (t. 2001)
- Holub József (1885–1962) történész, jogtörténész (l. 1923; r. 1945; tan. 1949; r. visszaállítva 1989)
- Hóman Bálint (1885–1951) történész, művelődéspolitikus (l. 1918; r. 1929; ig. 1933; kizárták 1945)
- Homoródi Lajos (1911–1982) geodéta, geofizikus (l. 1973; r. 1979)
- Honkasalo, Brynolf (1889–1938) finn jogtudós (t. 1938)
- * Honti László (1943) nyelvész (k. 1998; l. 2004; r. 2010)
- Hooker, Joseph Dalton (1817–1911) angol botanikus (t. 1891)
- Hoór-Tempis Móric (1867–1944) villamosmérnök (l. 1902; r. 1937)
- Hoppe, Gunnar (1914–2005) svéd földrajztudós (t. 1998)
- * Hopwood, David Alan (1933) angol genetikus, mikrobiológus (t. 1990)
- * Horel, Catherine (1966) francia történész (t. 2025)
- Horger Antal (1872–1946) nyelvész, nyelvjáráskutató (l. 1919)
- Horn Artúr (1911–2003) agrármérnök (l. 1961; r. 1967)
- Horn, Émile (1858–1937) francia történész, irodalomtörténész (t. 1914)
- * Horn Péter (1942) agrármérnök (l. 1985; r. 1993)
- Hornes, Moritz (1815–1868) osztrák paleontológus, mineralógus (t. 1865)
- Hornig Károly (1840–1914) római katolikus főpap, egyháztörténész (ig. 1912)
- * Hornok László (1947) agrármérnök, mikrobiológus, növénypatológus (l. 2001; r. 2007)
- * Hornok Sándor (1968) állatorvos, parazitológus (l. 2025)
- Hornyánszky Gyula (1869–1933) klasszika-filológus (l. 1909)
- Hornyik János (1812–1885) levéltáros, történész (l. 1863)
- * Hortobágyi N. Gabriel (1946) amerikai magyar orvos (k. 2004)
- * Horvai György (1949) kémikus (l. 2007; r. 2013)
- Horvát Árpád (1820–1894) történész (l. 1884)
- Horvát Boldizsár (1822–1898) jogtudós, politikus (l. 1861; t. 1868)
- Horváth Barna (1896–1973) jogtudós (l. 1945; tan. 1949; l. visszaállítva 1989)
- Horváth Cirill József (1804–1884) filozófus (l. 1834; r. 1836; t. 1865)
- Horváth Cirill József (1865–1941) irodalomtörténész (l. 1912; r. 1925)
- Horváth Csaba (1930–2004) amerikai magyar vegyészmérnök (k. 1990)
- Horváth Géza (1847–1937) entomológus, orvos (l. 1877; r. 1894; t. 1931)
- Horváth Henrik (1888–1941) művészettörténész (l. 1940)
- Horváth Ignác (1843–1881) gépészmérnök (l. 1874)
- Horváth István Tamás (1953–2022) Hong Kong-i magyar kémikus (k. 2019)
- Horváth János (1769–1835) római katolikus főpap, teológus (t. 1832)
- Horváth János (1878–1961) irodalomtörténész (l. 1919; r. 1931)
- Horváth János (1924–2015) amerikai magyar matematikus (k. 1998)
- Horváth Jenő (1852–1915) hadtörténész, katonatiszt (l. 1888; t. 1910)
- Horváth József (1794–1849) orvos (r. 1830)
- * Horváth József (1936) agrármérnök, növényvirológus, mikrobiológus (l. 1995; r. 2001)
- Horváth József Elek (1784–1835) költő, drámaíró (l. 1833)
- Horváth Mihály (1809–1878) történész, művelődéspolitikus, római katolikus főpap (l. 1839; r. 1841; ig. 1871)
- Horváth Zalán (1943–2011) fizikus (l. 1998; r. 2004)
- Horváth Zsigmond (1782–1845) író, műfordító (l. 1838)
- Hotchkiss, Rollin Douglas (1911–2004) amerikai mikrobiológus, bakteriológus (t. 1976)
- Hottovy Tibor (1923–2017) svédországi magyar urbanista, informatikus (k. 1990)
- Hoványi Ferenc (1816–1871) teológus (t. 1858)
- Hőgyes Endre (1847–1906) orvos, patológus (l. 1881; r. 1889)
- * Hökfelt, Tomas (1940) svéd hisztológus (t. 2004)
- Hrapcsenko, Mihail Boriszovics (1904–1986) orosz irodalomtörténész (t. 1973)
- Hrisztov, Vladimir (1902–1979) bolgár geodéta, matematikus (t. 1970)
- * Hu Haj-jen (1956) kínai gépészmérnök (t. 2022)
- Hubay Jenő (1858–1937) hegedűművész, zeneszerző (t. 1921)
- Huber, Alfons (1834–1898) osztrák történész (k. 1893)
- Huber, Josef Franz Karl (1925–2000) osztrák kémikus (t. 1995)
- * Hudecz Ferenc (1952) kémikus, biokémikus (l. 2010; r. 2016)
- Huillard-Bréholles, Jean-Louis-Alphonse (1817–1871) francia történész (t. 1865)
- Huizinga, Johan (1872–1945) holland művelődéstörténész (t. 1939)
- * Hulkó Gábor (1947) szlovákiai magyar informatikus (k. 2007)
- Humboldt, Alexander von (1769–1859) német természettudós (t. 1858)
- Humboldt, Wilhelm von (1767–1835) német nyelvész, politikus (t. 1834)
- Hunfalvy János (1820–1888) földrajztudós, statisztikus (l. 1858; r. 1865; ig. 1887)
- Hunfalvy Pál (1810–1891) nyelvész, néprajzkutató (l. 1841; r. 1858; ig. 1883)
- Hunger, Herbert (1914–2000) osztrák klasszika-filológus, bizantinológus (t. 1976)
- * Hunyady György (1942) szociálpszichológus (l. 2001; r. 2007)
- Hunyady Jenő (1838–1889) matematikus (l. 1867; r. 1883)
- * Hunyady László (1959) fiziológus, endokrinológus (l. 2010; r. 2016)
- Huszár Gábor (1938–2019) amerikai magyar fiziológus, andrológus, biokémikus (k. 1998)
- * Huszár Rudolf (1941) amerikai magyar meteorológus (k. 1998)
- Huszár Tibor (1930–2019) szociológus (l. 1982; r. 1987)
- * Huszthy Péter (1950) kémikus (l. 2013; r. 2019)
- Huszti József (1887–1954) klasszika-filológus, irodalomtörténész, pedagógus (l. 1922; r. 1939; tan. 1949; r. visszaállítva 1989)
- Hutÿra Ferenc (1860–1934) állatorvos (l. 1910; r. 1921; t. 1934)
- Huxley, Julian Sorell (1887–1975) angol biológus (t. 1948)
- Hültl Dezső (1870–1946) építészmérnök (l. 1931)
- Hyrtl József (1811–1894) ausztriai magyar orvos, anatómus (t. 1873)

## I, Í
- Ihász Mihály (1931–2002) orvos, sebész (l. 1990; r. 1995)
- Ikonómosz, Jeórjiosz (1883–1951) görög régész (t. 1936)
- Iliev, Ljubomir (1913–2000) bolgár matematikus (t. 1983)
- Illés József (1871–1944) jogtörténész, politikus (l. 1915; r. 1936)
- * Illés Sándor Tamás (1958) franciaországi magyar orvos, sebész (k. 2019)
- Illésházy István (1762–1838) főúr, politikus (ig. 1830)
- Ilosvay Lajos (1851–1936) kémikus, tudománypolitikus (l. 1891; r. 1905; ig. 1919; t. 1928)
- Illyefalvi I. Lajos (1881–1944) statisztikus (l. 1936)
- Illyés Géza (1870–1951) orvos, urológus, sebész (l. 1936; r. 1943)
- Illyés Gyula (1902–1983) költő, író, műfordító (l. 1945; tagsága megszűnt 1949; l. visszaállítva 1989)
- Ilminszkij, Nyikolaj Ivanovics (1822–1891) orosz orientalista (t. 1888)
- Imre János (1790–1832) filozófus (r. 1830)
- * Imre László (1944) irodalomtörténész (l. 2007; r. 2013)
- Imre Samu (1917–1990) nyelvész (l. 1976; r. 1985)
- Imre Sándor (1820–1900) nyelvész, irodalomtörténész (l. 1858; r. 1879)
- * Imre Sándor (1969) villamosmérnök (l. 2019; r. 2025)
- Imreh István (1919–2003) romániai magyar művelődéstörténész (k. 1990)
- Inczédy János (1923–2012) vegyészmérnök (l. 1993; r. 2001)
- Infeld, Leopold (1898–1968) lengyel fizikus (t. 1953)
- Inkey Béla (1847–1921) geológus (l. 1887)
- * Insperger Tamás (1976) gépészmérnök (l. 2019; r. 2025)
- Ipolyi Arnold (1823–1886) művészettörténész, művelődéstörténész, római katolikus főpap (l. 1858; r. 1861; ig. 1874)
- Irk Albert (1884–1952) jogtudós, kriminológus (l. 1936; tan. 1949; l. visszaállítva 1989)
- Issekutz Béla (1886–1979) farmakológus (l. 1939; r. 1945)
- Istvánffi Gyula (1860–1930) botanikus, mikológus, ampelológus (l. 1901; r. 1920)
- Itkonen, Erkki (1913–1992) finn nyelvész (t. 1970)
- * Iván Béla (1952) kémikus (l. 2013; r. 2019)
- Ivánka Endre (1902–1974) klasszika-filológus, bizantinológus (l. 1940; tagsága megszűnt 1949; l. visszaállítva 1989)
- Ivánovics György (1904–1980) orvos, mikrobiológus, bakteriológus (l. 1946; r. 1955)
- Iványi Béla (1878–1964) történész, levéltáros (l. 1920; lemondott 1937)
- * Ivics Zoltán (1964) németországi magyar genetikus (k. 2022)
- * Izsvák Zsuzsanna (1961) németországi magyar genetikus, virológus (k. 2019)

## J
- Jacob, François (1920–2013) francia biológus, fiziológus, genetikus (t. 1986)
- Jagić, Vatroslav (1838–1923) horvát nyelvész, szlavista (t. 1896)
- Jakab Elek (1820–1897) történész, levéltáros (l. 1870; r. 1889)
- Jakab István (1798–1876) drámaíró, publicista, zeneszerző (l. 1833)
- Jakab Ödön (1854–1931) költő, író, irodalomtörténész (l. 1924)
- Jakabffy Elemér (1881–1963) romániai magyar politikus, publicista (k. 1938; tagsága megszűnt 1960)
- Jakabházy Zsigmond (1867–1945) farmakológus, orvos (l. 1923)
- * Jakab Tóth Éva (1967) franciaországi magyar kémikus (k. 2019)
- Jakó Géza (1930–2015) amerikai magyar sebész, fül- és gégegyógyász (k. 2001)
- Jakó Zsigmond Pál (1916–2008) romániai magyar történész, levéltáros (t. 1998)
- Jakubovich Emil (1883–1935) paleográfus, nyelvtörténész (l. 1924)
- Jakucs Pál (1928–2000) botanikus, ökológus (l. 1976; r. 1987)
- Jáky József (1893–1950) útépítő mérnök (l. 1942; r. 1949)
- Jalava, Antti Fredrik (1846–1909) finn író, irodalomtörténész, nyelvész (t. 1902)
- Janagiszava Jaszutosi (1870–1936) japán statisztikus (t. 1931)
- Jancsó Benedek (1854–1930) publicista, pedagógus (l. 1916)
- Jancsó Miklós (1903–1966) farmakológus, hisztokémikus (l. 1946; r. 1946)
- Janet, Paul (1823–1899) francia filozófus (t. 1868)
- * Janhunen, Juha Antero (1952) finn nyelvész, uralista (t. 2013)
- Jankovich Béla (1865–1939) oktatáspolitikus, közgazdász (l. 1913; ig. 1930; t. 1934)
- Jankovich Miklós (1772–1846) könyv- és régiséggyűjtő, történész (t. 1831)
- Jankowski, Jerzy (1933–2020) lengyel geofizikus (t. 2007)
- Jánosi Béla (1857–1921) esztéta (l. 1902; r. 1915)
- Jánossy Andor (1908–1975) agrármérnök, agrobotanikus (l. 1970)
- * Jánossy András (1944) fizikus (l. 1993; r. 1998)
- Jánossy Dénes (1891–1966) levéltáros, történész (l. 1940; tan. 1949; l. visszaállítva 1989)
- * Jánossy György (1940) nagy-britanniai magyar orvos, immunológus (k. 2007)
- Jánossy Lajos (1912–1978) fizikus (r. 1950)
- Janszky József (1943–2018) fizikus (l. 2001; r. 2007)
- Japikse, Nicolas (1872–1944) holland történész (t. 1925)
- Jászay Pál (1809–1852) történész (l. 1836; r. 1841)
- Jauss, Hans Robert (1921–1997) német irodalomtörténész, esztéta (t. 1995)
- Jávorka Sándor (1883–1961) botanikus (l. 1936; r. 1943; ig. 1946–1949)
- Jedlik Ányos (1800–1895) fizikus, gépészmérnök (l. 1858; r. 1858; t. 1873)
- Jekelfalussy József (1849–1901) statisztikus (l. 1888; r. 1893)
- Jendrassik Ernő (1858–1921) orvos, bel- és ideggyógyász, fiziológus (l. 1898; r. 1918)
- Jendrassik György (1898–1954) gépészmérnök (l. 1943; kizárták 1948; l. visszaállítva 1989)
- Jendrassik Jenő (1824–1891) orvos, fiziológus, biofizikus (l. 1863; r. 1880)
- Jenkovszky László (1942–2025) ukrajnai magyar fizikus (k. 1998)
- Jermy Tibor (1917–2014) agrozoológus, entomológus, ökológus (l. 1976; r. 1985)
- Jerney János (1800–1855) történész, nyelvtörténész, utazó (l. 1837; r. 1838)
- Jireček, Josef (1825–1888) cseh irodalomtörténész, nyelvész (t. 1886)
- Jireček, Konstantin Josef (1854–1918) cseh történész, szlavista (t. 1898)
- Joannovics György (1821–1909) politikus, publicista, nyelvész (l. 1867; t. 1881)
- Jobst Kázmér (1924–2016) orvos, vegyészmérnök (l. 1982; r. 1990)
- Johan Béla (1889–1983) egészségpolitikus, orvos, patológus, mikrobiológus (l. 1942; tan. 1949; l. visszaállítva 1989)
- * Johnson, Stanley R. (1938) amerikai agrárközgazdász (t. 1998)
- Jókai Mór (1825–1904) író (l. 1858; r. 1861; t. 1883; ig. 1892)
- Jolesz A. Ferenc (1946–2014) amerikai magyar orvos, radiológus (k. 2004)
- Joliot-Curie, Frédéric (1900–1958) francia fizikus (t. 1953)
- Jones, Henry Arthur (1851–1929) angol drámaíró (t. 1886)
- Jones-Loyd, Samuel (1796–1883) angol közgazdász (t. 1858)
- * Joó Ferenc (1949) fizikokémikus (l. 2001; r. 2007)
- Jordán Károly (1871–1959) matematikus, barlangkutató (l. 1947)
- Jósika Miklós (1794–1865) író, publicista (l. 1835; ig. 1836; t. 1843)
- Jovin, Thomas J. (1939) német biofizikus (t. 2007; lemondott 2016)
- * Józsa János Balázs (1957) vízépítő mérnök (l. 2013; r. 2019)
- Juhász Gyula (1930–1993) történész (l. 1985; r. 1990)
- * Juhász István (1943) matematikus (l. 2007; r. 2013)
- * Juhász Tibor (1958) amerikai magyar lézerfizikus (k. 2016)
- Juhász-Nagy Pál (1935–1993) biológus, ökológus (l. 1990)
- Julesz Béla (1928–2003) amerikai magyar pszichológus (t. 1983)
- Julesz Miklós (1904–1972) orvos, belgyógyász, endokrinológus (l. 1967)
- * Julius, David (1955) amerikai orvos, farmakológus (t. 2010)
- Jurányi Lajos (1837–1897) botanikus (l. 1871; r. 1882)
- Jünemann, Reinhardt (1936–2024) német gépészmérnök (t. 1995)

## K
- Kaán Károly (1867–1940) erdőmérnök (l. 1924)
- * Kaczorek, Tadeusz (1932) lengyel villamosmérnök, matematikus (t. 2004)
- Kacskovics Lajos (1806–1891) politikus, publicista (l. 1837)
- * Kádár Béla (1934) közgazdász (l. 2001; r. 2007)
- Kagan, Jurij Mojszejevics (1928–2019) orosz fizikus (t. 1998)
- Kahane, Jean-Pierre (1926–2017) francia matematikus (t. 1988)
- Kahneman, Daniel (1934–2024) amerikai pszichológus (t. 2007)
- Kahn-Freund, Otto (1900–1979) angol jogtudós (t. 1979)
- Kákosy László (1932–2003) egyiptológus (l. 1998)
- * Kalai, Gil (1955) izraeli matematikus, informatikus (t. 2016)
- Kalchbrenner Károly (1807–1886) botanikus, mikológus (l. 1864; r. 1872)
- Káldor Miklós / Kaldor, Nicholas (1908–1986) nagy-britanniai magyar közgazdász (t. 1979)
- Kalecsinszky Sándor (1857–1911) kémikus, geokémikus (l. 1902)
- Kaliszky Sándor (1927–2016) építőmérnök (l. 1990; r. 1995)
- Kállay Béni (1839–1903) politikus, történész (l. 1878; r. 1888; t. 1890)
- Kállay Ferenc (1790–1861) művelődéstörténész, nyelvtörténész (l. 1832; r. 1832)
- Kallós Lajos (1819–1881) jogtudós (l. 1863)
- Kálmán Alajos (1935–2017) kémikus (l. 1995; r. 2001)
- Kálmán Béla (1913–1997) nyelvész (l. 1973; r. 1982)
- Kálmán J. Gábor (1929–2022) amerikai magyar részecskefizikus (k. 2013)
- Kálmán Rudolf Emil / Kalman, Rudolf E. (1930–2016) amerikai magyar matematikus, villamosmérnök (t. 1976)
- Kalmár László (1905–1976) matematikus (l. 1949; r. 1961)
- * Kamarás Katalin (1953) fizikus (l. 2010; r. 2016)
- Kandó Kálmán (1869–1931) gépészmérnök (l. 1927)
- Kanitz Ágoston (1843–1896) botanikus (l. 1880)
- * Kanjuh, Vladimir I. (1929) szerb orvos, patológus (t. 2016)
- Kannisto, Juha Artturi (1874–1943) finn nyelvész, néprajzkutató (t. 1931)
- Kántás Károly (1912–1991) geofizikus, geofizikus-mérnök (l. 1954; kizárták 1958; l. visszaállítva 2000)
- Kántor Lajos (1937–2017) romániai magyar irodalomtörténész, filológus (k. 2013)
- Kantorovics, Leonyid Vitaljevics (1912–1986) orosz matematikus, közgazdász (t. 1967)
- Kápolnai Pauer István (1833–1896) katonatiszt, hadtudós, hadtörténész (l. 1881)
- Kapolyi László (1932–2014) bányamérnök, közgazdász, gazdaságpolitikus (l. 1979; r. 1985)
- * Kaptay György (1960) kohómérnök (l. 2016; r. 2022)
- Kara György (1935–2022) filológus, orientalista (l. 2001)
- Karabacek, Joseph von (1845–1918) osztrák orientalista (t. 1894)
- Karácson Mihály (1796–1869) pedagógus, művelődéspolitikus (l. 1832)
- Karácsonyi János (1858–1929) történész, római katolikus főpap (l. 1896; r. 1904)
- Karádi Gábor / Karadi, Gabor M. (1924–2018) amerikai magyar vízépítő mérnök (k. 2001)
- * Karádi István (1951) orvos, endokrinológus, belgyógyász (l. 2013; r. 2019)
- * Karády Viktor / Karady, Victor (1936) franciaországi magyar szociológus, társadalomtörténész (k. 1993)
- * Karátson Dávid (1964) geográfus, vulkanológus (l. 2025)
- Kardos Lajos (1899–1985) pszichológus (l. 1985)
- Kardos László (1898–1987) irodalomtörténész, kritikus, műfordító (l. 1958; r. 1967)
- Kardos Tibor (1908–1973) irodalomtörténész, filológus (l. 1953; r. 1973)
- * Karger, Barry L. (1939) amerikai biokémikus (t. 2007)
- * Karikó Katalin (1955) amerikai magyar biokémikus (t. 2022)
- Károlyi Árpád (1853–1940) történész, levéltáros (l. 1880; r. 1889; t. 1925)
- Károlyi György (1802–1877) politikus (ig. 1830; t. 1832)
- * Károlyi György (1968) építőmérnök (l. 2019; r. 2025)
- Károlyi Gyula (1871–1947) politikus (ig. 1915–1945)
- Károlyi István (1797–1881) politikus, főispán, diplomata (ig. 1853)
- Károlyi István (1845–1907) politikus, országgyűlési képviselő (ig. 1907)
- Károlyi Sándor (1831–1906) politikus, gazdaságpolitikus (ig. 1881)
- Kárpáti György / Karpati, George (1934–2009) kanadai magyar neurológus, molekuláris biológus (k. 2004)
- * Karsai Gábor (1959) amerikai magyar villamosmérnök (k. 2022)
- Karvasy Ágoston (1809–1896) jogtudós, államtudós, közgazdász (l. 1846)
- Kassai József (1767–1842) nyelvész, szótáríró (l. 1832)
- Kastler, Alfred (1902–1984) francia fizikus (t. 1973)
- Kaszab Zoltán (1915–1986) entomológus, talajbiológus (l. 1967; r. 1979)
- * Kasztori Rudolf (1935) szerbiai magyar agrármérnök, növényfiziológus (k. 1998)
- * Kátai Imre (1938) matematikus (l. 1979; r. 1985)
- * Katona Gyula (1941) matematikus (l. 1995; r. 2001)
- Katona Lajos (1862–1910) néprajzkutató, filológus, irodalomtörténész (l. 1901)
- * Katz Sándor (1975) részecskefizikus (l. 2016; r. 2022)
- Kautz Gyula (1829–1909) közgazdász (l. 1860; r. 1865; ig. 1887)
- * Kautzleben, Heinz (1934) német geofizikus (t. 1986)
- Kazinczy Ferenc (1759–1831) író, költő, műfordító (r. 1830)
- Kazinczy Gábor (1818–1864) politikus, publicista, műfordító (l. 1858)
- * Kazmierkowski, Marian (1943) lengyel villamosmérnök (t. 2010)
- * Kecskeméti Gábor (1965) irodalomtörténész (l. 2016; r. 2022)
- * Kecskés László (1953) jogtudós (l. 2013; r. 2019)
- Kedrov, Bonyifatyij Mihajlovics (1903–1985) orosz filozófus, tudománytörténész, kémikus (t. 1973)
- Kégl Sándor (1862–1920) orientalista, irodalomtörténész (l. 1906)
- Keglevich Gábor (1784–1854) politikus (ig. 1830)
- Kékedy László (1920–2004) romániai magyar kémikus (k. 1998)
- Kéky Lajos (1879–1946) irodalom- és színháztörténész (l. 1924; r. 1941)
- Keldis, Msztyiszlav Vszevolodovics (1911–1978) lett matematikus, fizikus (t. 1970)
- Kelemen János (1943–2024) filozófus, italianista (l. 2004; r. 2016)
- Kelemen Krizosztom (1884–1950) bencés főpap (ig. 1943–1945)
- Kelemen Lajos (1877–1963) romániai magyar művelődéstörténész (k. 1938)
- Keleti Károly (1833–1892) statisztikus (l. 1868; r. 1875; ig. 1890)
- Keleti Tamás (1927–1989) biokémikus (l. 1976; r. 1987)
- Kelety Gusztáv (1834–1902) festő, műkritikus (l. 1874)
- Keller András / Keller, Andrew (1925–1999) nagy-britanniai magyar fizikokémikus (k. 1998)
- Kellner Béla (1904–1975) orvos, onkológus, patológus (l. 1949; r. 1973)
- Kemény Gábor (1830–1888) politikus, publicista (l. 1864; t. 1886)
- Kemény József (1795–1855) politikus, történész (l. 1831; t. 1844)
- * Kemény Lajos (1959) orvos, bőrgyógyász, immunológus (l. 2019; r. 2025)
- Kemény Zsigmond (1814–1875) író, publicista, politikus (l. 1843; t. 1847; ig. 1868)
- Keményfy János (1875–1943) irodalomtörténész (l. 1938)
- * Kende Péter (1927) franciaországi magyar szociológus (k. 1993)
- * Kenesei István (1947) nyelvész (l. 2016; r. 2022)
- Kenessey Albert (1828–1879) hajóstiszt, hajózási szakember (l. 1871)
- Kenéz Béla (1874–1946) statisztikus, közgazdász, gazdaságpolitikus (l. 1924)
- Kennedy P. József (1928–2024) amerikai magyar vegyészmérnök, kémikus (k. 1993)
- Kenyeres Balázs (1865–1940) igazságügyi orvos, hisztológus (l. 1918; r. 1935)
- Kerecsényi Dezső (1898–1945) irodalomtörténész (l. 1942)
- Kerekes Ferenc (1784–1850) matematikus, kémikus (l. 1837)
- Kerékgyártó Árpád Alajos (1818–1902) művelődéstörténész (l. 1861)
- Kerékjártó Béla (1898–1946) matematikus (l. 1934; r. 1945)
- Kerényi Károly (1897–1973) klasszika-filológus, vallástörténész (l. 1946; tan. 1949; l. visszaállítva 1989)
- Keresztesi Béla (1922–2001) erdőmérnök (l. 1973; r. 1982)
- Keresztury Dezső (1904–1996) irodalomtörténész, író, költő (l. 1948; tagsága megszűnt 1949; l. újraválasztva 1973; r. 1982)
- Kerisel, Jean (1908–2005) francia építőmérnök (t. 1973)
- Kerkapoly Károly (1824–1891) politikus, közgazdász (l. 1859)
- Kerpel-Fronius Ödön (1906–1984) orvos, gyermekgyógyász (l. 1948; r. 1970)
- Kerpely Antal (1837–1907) kohómérnök (l. 1877)
- Kerpely Kálmán (1864–1940) agrármérnök, agrokémikus, növénynemesítő (l. 1922)
- Kertai György (1912–1968) geológus (l. 1965)
- * Kertész András Lajos (1956) nyelvész, tudományfilozófus (l. 2001; r. 2010)
- * Kertész János (1950) fizikus (l. 2001; r. 2007)
- Kertész Kálmán (1867–1922) zoológus, entomológus (l. 1910)
- Kéry Imre (1798–1887) orvos (l. 1858)
- Kéry László (1920–1992) irodalomtörténész, színikritikus, műfordító (l. 1987)
- * Keserű György Miklós (1967) vegyészmérnök (l. 2019; r. 2025)
- Keszthelyi Lajos (1927–2022) biofizikus (l. 1982; r. 1987)
- Kesztyűs Loránd (1915–1979) orvos, immunológus (l. 1967; r. 1976)
- Kétly Károly (1839–1927) orvos, belgyógyász (l. 1897)
- * Keviczky László (1945) villamosmérnök (l. 1985; r. 1993)
- Kézdi Árpád (1919–1983) építőmérnök, geotechnikus (l. 1970; r. 1976)
- Kherndl Antal (1842–1919) építőmérnök (l. 1884; r. 1898)
- Khuen-Héderváry Károly (1849–1918) politikus (t. 1915)
- Kibédi Varga Áron (1930–2018) hollandiai magyar irodalomtörténész, költő (k. 1990)
- Kiefer Ferenc (1931–2020) nyelvész (l. 1987; r. 1995)
- Kieniewicz, Stefan (1907–1992) lengyel történész (t. 1976)
- Király Béla (1912–2009) katonatiszt, hadtörténész (k. 2004)
- Király István (1921–1989) irodalomtörténész (l. 1970; r. 1979)
- Király Tibor (1920–2021) jogtudós (l. 1979; r. 1987)
- Király Zoltán (1925–2021) agrármérnök, növénypatológus (l. 1973; r. 1982)
- Kirchhoff, Gustav Robert (1824–1887) német fizikus (t. 1872)
- Kis János (1770–1846) evangélikus lelkész, püspök, költő, műfordító (r. 1830)
- Kis Pál (1793–1847) pedagógus (t. 1846)
- Kisfaludy Károly (1788–1830) drámaíró, költő (r. 1830)
- Kisfaludy Lajos (1924–1988) vegyészmérnök (l. 1982)
- Kisfaludy Sándor (1772–1844) költő (r. 1830; t. 1835)
- Kiss Árpád (1889–1968) kémikus (l. 1954)
- Kiss Bálint (1772–1853) történész, református lelkész (l. 1839)
- Kiss Dezső (1929–2001) fizikus (l. 1976; r. 1985)
- Kiss Elemér (1929–2006) romániai magyar matematikus (k. 2001)
- Kiss Ferenc (1791–1859) régész, numizmata (l. 1839)
- * Kiss György (1953) jogtudós (l. 2016; r. 2022)
- Kiss István (1926–2004) romániai magyar biokémikus, mikrobiológus (k. 1993)
- * Kiss Jenő (1943) nyelvtörténész, nyelvjáráskutató (l. 2001; r. 2007)
- Kiss Károly (1793–1866) hadtörténész, költő, író, katonatiszt (l. 1831; r. 1840)
- * Kiss Katalin, É. (1949) nyelvész (l. 2007; r. 2013)
- * Kiss L. László (1972) csillagász (l. 2013; r. 2019)
- Kiss Lajos (1922–2003) nyelvész, szlavista (l. 1998; r. 2001)
- Kiss László / Kish, Leslie (1910–2000) amerikai magyar statisztikus, matematikus (t. 1995)
- * Kiss Levente (1966) ausztráliai magyar növénygenetikus (k. 2022)
- * Kiss Rita Mária (1967) építőmérnök, biomechanikus (l. 2022)
- Kiss Sándor Károly / Kiss, Alexandre Charles (1925–2007) franciaországi magyar jogtudós (k. 1990)
- Klaniczay Tibor (1923–1992) irodalomtörténész (l. 1965; r. 1979)
- Klaproth, Heinrich Julius (1783–1835) német nyelvész, filológus, orientalista (k. 1834)
- Klauzál Imre (1799–1847) mezőgazdász (l. 1833)
- Klebelsberg Kuno (1875–1932) művelődéspolitikus (t. 1922; ig. 1924)
- Klein Éva / Klein, Eva (1925–2025) svédországi magyar immunológus, onkológus (k. 1993)
- Klein, Felix Christian (1849–1925) német matematikus (t. 1899)
- Klein György / Klein, Georg (1925–2016) svédországi magyar sejtbiológus, immunológus, onkológus (t. 1983)
- Klein Gyula (1844–1915) botanikus, mikológus (l. 1883; r. 1898)
- Klein Gyula Lipót / Klein, Julius Leopold (1804–1876) magyar származású német drámaíró, irodalomtörténész (k. 1869)
- Klement Zoltán (1926–2005) agrobotanikus, növénypatológus (l. 1985; r. 1993)
- Klemm Antal (1883–1963) nyelvész, finnugrista (l. 1927; tan. 1949; l. visszaállítva 1989)
- Klerić, Ljubomir (1844–1910) szerb bányamérnök (t. 1894)
- Kliburszkyné Vogl Mária (1912–1996) geokémikus (l. 1973; r. 1985)
- * Klinghammer István (1941) térképész (l. 2004; r. 2010)
- Klug Nándor (1845–1909) fiziológus, biofizikus (l. 1890; r. 1894)
- Klupathy Jenő (1861–1931) fizikus (l. 1908)
- Kmoskó Mihály (1876–1931) orientalista, klasszika-filológus, vallástörténész (l. 1922)
- Knauz Nándor (1831–1898) levéltáros, történész (l. 1858; r. 1873; t. 1891)
- Knies, Karl Gustav Adolf (1821–1898) német közgazdász (k. 1895)
- Kniezsa István (1898–1965) nyelvész, szlavista (l. 1939; r. 1947)
- Knobil, Ernst (1926–2000) amerikai német biológus, endokrinológus (t. 1990)
- Knoll József (1925–2018) orvos, farmakológus (l. 1970; r. 1979)
- Knözinger, Helmut (1935–2014) német kémikus (t. 1995)
- *Kobilka, Brian (1955) amerikai fiziológus (t. 2025)
- Koch Antal (1843–1927) geológus, petrográfus, mineralógus, paleontológus (l. 1875; r. 1894)
- * Kocka, Jürgen (1941) német történész (t. 1995)
- * Kocsis Károly (1960) földrajztudós (l. 2010; r. 2016)
- Kodály Zoltán (1882–1967) zeneszerző, zenetudós (l. 1943; r. 1945; ig. 1945–1946; t. 1946; r. visszaminősítve 1949)
- * Kogel, Karl-Heinz (1956) német növénypatológus (t. 2010)
- Kohlmey, Günther (1913–1999) német közgazdász (t. 1979)
- Kolbenheyer Tibor (1917–1993) szlovákiai magyar geofizikus, asztrofizikus (t. 1979)
- Kollányi Ferenc (1863–1933) egyháztörténész, könyvtáros, levéltáros (l. 1903; r. 1924)
- Kollár János (1945–2011) fizikus (l. 2010)
- * Kollár János (1956) amerikai magyar matematikus (k. 1995)
- Kollár Lajos (1926–2004) építőmérnök (l. 1990; r. 1995)
- * Kollár László (1955) vegyészmérnök (l. 2016; r. 2022)
- * Kollár László Péter (1958) építőmérnök (l. 2001; r. 2007)
- Kolmogorov, Andrej Nyikolajevics (1903–1987) orosz matematikus (t. 1965)
- * Kolossváry István (1963) amerikai magyar kémikus (k. 2025)
- Kolossváry Sándor (1775–1842) római katolikus főpap (ig. 1830; t. 1831)
- Kolosváry Bálint (1875–1954) jogtudós (l. 1922; r. 1934; ig. 1943–1946; tan. 1949; r. visszaállítva 1989)
- Kolosváry Gábor (1901–1968) zoológus, entomológus, hidrobiológus, paleontológus (l. 1960)
- Kolosváry Sándor (1840–1922) jogtudós (l. 1892)
- Koltay-Kastner Jenő (1892–1985) irodalomtörténész, történész (l. 1943; tan. 1949; l. visszaállítva 1989)
- * Kolumbán József (1935) romániai magyar matematikus (k. 2001)
- Komáromy András (1861–1931) történész, levéltáros (l. 1895)
- * Komjáth Péter (1953) matematikus (l. 2010; r. 2016)
- * Komlós János (1942) amerikai magyar matematikus (k. 1998)
- * Komornik Vilmos (1954) franciaországi magyar matematikus (k. 2016)
- Koncz Csaba (1954) németországi magyar növénygenetikus (k. 2019; lemondott 2024)
- Kondor Gusztáv (1825–1897) csillagász, matematikus (l. 1861)
- Kondorosi Ádám (1946–2011) mikrobiológus, genetikus (l. 1990; r. 1998)
- * Kondorosi Éva (1948) mikrobiológus (l. 2010; r. 2016)
- Konek Frigyes (1867–1945) kémikus, vegyészmérnök (l. 1918)
- Konek Sándor (1819–1882) statisztikus, jogtudós (l. 1858; r. 1867)
- Konkoly-Thege Gyula (1876–1942) statisztikus (l. 1938)
- Konkoly Thege Miklós (1842–1916) csillagász (l. 1876; t. 1884)
- Kononov, Andrej Nyikolajevics (1906–1986) orosz nyelvész, turkológus (t. 1973)
- * Konuma Micsidzsi (1931) japán fizikus (t. 1998)
- Kónya Albert (1917–1988) fizikus, oktatáspolitikus (l. 1958; r. 1976)
- Kónya Kálmán / Konya, Calvin J. (1943–2021) amerikai magyar bányamérnök (k. 1995)
- * Kónya Zoltán (1971) kémikus (l. 2025)
- Kopácsy József (1775–1847) római katolikus főpap, egyházjogász (t. 1831)
- * Kopits György (1946) amerikai magyar közgazdász (k. 2010)
- Korach Mór (1888–1975) vegyészmérnök (l. 1956; r. 1958)
- * Korányi Ádám (1932) amerikai magyar matematikus (k. 2001)
- Korányi Frigyes (1828–1913) orvos, belgyógyász (l. 1884)
- Korányi Sándor (1866–1944) orvos, belgyógyász (t. 1935; ig. 1937)
- * Korbonits Márta (1962) nagy-britanniai magyar orvos, endokrinológus (k. 2019)
- Korhonen, Veli-Mikko (1936–1991) finn nyelvész, finnugrista (t. 1986)
- * Korinek László (1946) jogtudós, kriminológus (l. 2007; r. 2013)
- Korizmics László (1816–1886) mezőgazdász, agrárpolitikus (t. 1858)
- Kornai János (1928–2021) közgazdász (l. 1976; r. 1982)
- Kornemann, Ernst (1868–1946) német történész (t. 1930)
- Kornis Gyula (1885–1958) filozófus, pedagógus, művelődéspolitikus (l. 1916; r. 1928; ig. 1934–1945; t. 1941; lemondott 1948; t. visszaállítva 1989)
- Kornis Mihály (1796–1835) publicista, politikus (ig. 1830)
- Korponay János (1819–1881) katonatiszt, hadtörténész (l. 1844)
- Kós Károly (1919–1996) romániai magyar néprajzkutató (k. 1995)
- * Kósa László (1942) művelődéstörténész, néprajzkutató (l. 1998; r. 2007)
- Kosáry Domokos (1913–2007) történész (l. 1982; r. 1985)
- Koselleck, Reinhart (1923–2006) német történész (t. 1998)
- Kossovich Károly (1803–1841) jogtudós (r. 1838)
- Kostojanc, Hacsatur (1900–1961) örmény neurofiziológus (t. 1958)
- Kostrowicki, Jerzy Samuel (1918–2002) lengyel földrajztudós (t. 1986)
- Kosutány Tamás (1848–1915) agrármérnök, agrokémikus (l. 1894)
- Kosztarab Mihály / Kosztarab, Michael (1927–2022) amerikai magyar entomológus, talajbiológus (k. 1995)
- * Kosztolányi György (1942) orvos, gyermekgyógyász, genetikus (l. 2001; r. 2007)
- Kosztyuk, Platon Grigorjevics (1924–2010) ukrán orvos, neurofiziológus (t. 1990)
- Kotlán Sándor (1887–1967) állatorvos, parazitológus (l. 1946; r. 1951)
- Kotsis Iván (1889–1980) építész (l. 1945; tan. 1949; l. visszaállítva 1989)
- * Kováč, Dušan (1942) szlovák történész (t. 2007)
- * Kovách Imre (1953) szociológus (l. 2022)
- Kovács Alajos (1877–1963) statisztikus (l. 1920; kizárták 1949)
- * Kovács András (1946) romániai magyar művészettörténész (k. 2010)
- Kovács Ferenc (1823–1895) politikus (t. 1895)
- Kovács Ferenc (1921–2015) állatorvos, állatfiziológus, biometeorológus (l. 1976; r. 1982)
- * Kovács Ferenc (1938) bányamérnök (l. 1987; r. 1993)
- Kovács György (1925–1988) hidrológus, vízgazdálkodási mérnök (l. 1979)
- * Kovács Ilona (1960) pszichológus (l. 2019; r. 2025)
- Kovács István (1799–1872) történész (l. 1845)
- Kovács István (1913–1996) atomfizikus (l. 1949; r. 1967)
- Kovács István (1921–1990) jogtudós (l. 1965; r. 1976)
- Kovács János (1764–1834) pedagógus, mecénás (t. 1833)
- Kovács Kálmán (1926–2022) kanadai magyar orvos, patológus (k. 2004)
- Kovács Károly Pál (1907–1989) villamosmérnök, gépészmérnök (l. 1949; r. 1970)
- Kovács László (1939–2019) orvos, fiziológus (l. 1998; r. 2004)
- * Kovács L. Gábor (1948) orvos, endokrinológus (l. 2004; r. 2010)
- * Kovács Melinda (1959) állatorvos (l. 2013; r. 2019)
- Kovács Pál (1808–1886) orvos, író, drámaíró (l. 1833; r. 1839; r. tagságáról lemondott 1839)
- * Kovács Sándor (1947) amerikai magyar orvos, fiziológus (t. 2022)
- Kovács Sebestény Endre (1814–1878) orvos, sebész (l. 1858)
- * Kovács Zoltán (1960) földrajztudós (l. 2016; r. 2022)
- Kováts Ervin (1927–2012) svájci magyar kémikus, vegyészmérnök (k. 1993)
- Kováts Ferenc (1873–1956) gazdaságtörténész, közgazdász (l. 1923; tan. 1949; l. visszaállítva 1989)
- Kováts Gyula (1815–1873) paleobotanikus (l. 1858)
- Kováts Gyula (1849–1935) jogtudós (l. 1884; r. 1920)
- Kováts Mihály (1762–1851) orvos (l. 1832)
- Kozák Imre (1930–2016) gépészmérnök (l. 1995; r. 2001)
- Kozma Andor (1861–1933) költő, publicista (l. 1901; t. 1920)
- * Kozma C. Sára (1952) amerikai magyar onkológus (k. 2007)
- Kozma Ferenc (1844–1920) pedagógus, publicista (l. 1880)
- Kozma László (1902–1983) villamosmérnök (l. 1961; r. 1976)
- Kozma Pál (1920–2004) kertészmérnök, ampelológus (l. 1967; r. 1973)
- * Koźmiński, Maciej (1937) lengyel történész (t. 2019)
- Kölcsey Ferenc (1790–1838) költő, politikus (r. 1830)
- * Kőmíves Tamás (1944) agrokémikus (l. 2004; r. 2010)
- Kőnig Gyula (1849–1913) matematikus (l. 1883; r. 1890; ig. 1910)
- Köpeczi Béla (1921–2010) művelődés- és irodalomtörténész, művelődéspolitikus (l. 1967; r. 1976)
- Köprülü, Mehmet Fuat (1890–1966) török irodalomtörténész (t. 1939)
- * Körner János (1946) olaszországi magyar matematikus (k. 2010)
- Környey István (1901–1988) orvos, ideggyógyász (l. 1947; r. 1973)
- Kőrös Endre (1927–2002) kémikus (l. 1990; r. 1993)
- Kőrösi Csoma Sándor (1784–1842) nyelvész, orientalista, utazó (l. 1833)
- Kőrösy Ferenc (1906–1997) izraeli magyar vegyészmérnök (k. 1995)
- Kőrösy József (1844–1906) statisztikus (l. 1879; r. 1903)
- Kőszeghi-Mártony Károly (1783–1848) építőmérnök (l. 1847, a tagságot nem fogadta el 1848)
- Köteles Sámuel (1770–1831) filozófus (r. 1830)
- Kőváry László (1809–1907) történész, statisztikus, író (l. 1883)
- Kövesligethy Radó (1862–1934) csillagász, geofizikus (l. 1895; r. 1909)
- * Kövér György (1949) gazdaságtörténész (l. 2016; r. 2022)
- Kövér Katalin, E. (1956–2023) kémikus (l. 2013; r. 2019)
- Köves-Zulauf Tamás (1923–2022) németországi magyar klasszika-filológus, vallástörténész (k. 2007)
- Krajner Imre (1791–1875) jogtörténész (l. 1832; lemondott, 1864)
- Kraszovszkij, Nyikolaj Nyikolajevics (1924–2012) orosz matematikus, villamosmérnök (t. 1988)
- Krasztanov, Ljubomir (1908–1977) bolgár meteorológus, geofizikus (t. 1964)
- * Krausz Ferenc (1962) németországi magyar fizikus (k. 2007)
- Krenner József (1839–1920) mineralógus (l. 1874; r. 1885)
- Kresznerics Ferenc (1766–1832) nyelvész (t. 1831)
- Kreutzwald, Friedrich Reinhold (1803–1882) észt költő, néprajzkutató (k. 1871)
- Kreybig Lajos (1879–1956) agrokémikus, pedológus, agrármérnök (l. 1951; r. 1954)
- Kriebel, Johann (?–1853) galíciai történész (k. 1833)
- Kriesch János (1834–1888) biológus, zoológus, mezőgazdász (l. 1881)
- * Kristály Sándor (1975) romániai magyar matematikus (k. 2025)
- Kristó Gyula (1939–2004) történész (l. 1998)
- * Krisztin Tibor (1956) matematikus (l. 2013; r. 2019)
- Kriza János (1811–1875) költő, folklorista, unitárius főpap (l. 1841)
- Krocskó Gyula (1934–2007) ukrajnai magyar zoológus, ökológus (k. 2004)
- Krohn, Kaarle Leopold (1863–1933) finn folklorista, filológus (t. 1931)
- Krompecher István (1905–1983) orvos, anatómus (l. 1948; tan. 1949; l. újraválasztva 1965; r. 1973)
- Krompecher Ödön (1870–1926) orvos, patológus (l. 1915)
- Kronecker, Hugo (1839–1914) német fiziológus (t. 1908)
- Kronecker, Leopold (1823–1891) német matematikus (t. 1890)
- Krones, Franz (1835–1902) osztrák történész (t. 1892)
- * Kroó Norbert (1934) fizikus (l. 1985; r. 1990)
- Kropf Lajos (1852–1939) nagy-britanniai magyar történész (t. 1903)
- Kruesz Krizosztom (1819–1885) bencés főpap, pedagógus (t. 1878)
- Krumbacher, Karl (1856–1909) német filológus, bizantinológus (k. 1900)
- Kruspér István (1818–1905) metrológus, geodéta (l. 1858; r. 1870; t. 1899)
- Kubinyi Ágoston (1799–1873) művelődéspolitikus, muzeológus (t. 1843; ig. 1853)
- Kubinyi András (1929–2007) történész, régész (l. 2001; r. 2007)
- Kubinyi Ferenc (1796–1874) paleontológus, régész, politikus (l. 1841; t. 1858)
- Kudrjavcev, Vlagyimir Nyikolajevics (1923–2007) orosz jogtudós (t. 1979)
- Kudrna, Karel (1924–2014) cseh gépészmérnök (t. 1988)
- Kukuljević Sakcinski, Ivan (1816–1889) magyarországi horvát történész, politikus, író (l. 1860)
- Kulcsár Kálmán (1928–2010) jogtudós, szociológus (l. 1973; r. 1982)
- * Kulcsár Szabó Ernő (1950) irodalomtörténész, esztéta (l. 1995; r. 2004)
- * Kulcsár-Szabó Zoltán (1973) irodalomtörténész (l. 2025)
- Kumorovitz L. Bernát (1900–1992) történész, levéltáros (l. 1945; tan. 1949; l. visszaállítva 1989; r. 1990)
- * Kun Ferenc (1966) fizikus (l. 2019; r. 2025)
- Kuncz Ignác (1841–1903) jogtudós (l. 1896)
- Kuncz Ödön (1884–1965) jogtudós, közgazdász (l. 1930; tan. 1949; l. visszaállítva 1989)
- * Kúnos György / Kunos, George (1942) amerikai magyar orvos, farmakológus, neuroendokrinológus (k. 1995)
- Kúnos Ignác (1860–1945) nyelvész, turkológus, folklorista (l. 1893)
- * Kunszt Zoltán (1944) svájci magyar részecskefizikus (k. 2022)
- Kunz Jenő (1844–1926) jogtudós, szociológus, közgazdász (l. 1903)
- Kunyik, Ariszt Arisztovics (1814–1899) orosz történész, néprajzkutató (t. 1876)
- Kuo Mo-zso (1892–1978) kínai költő, történész, régész (t. 1953)
- Kuratowski, Kazimierz (1896–1980) lengyel matematikus (k. 1953)
- Kurnik Ernő (1913–2008) agrármérnök, növénynemesítő (l. 1970; r. 1976)
- * Kurutzné Kovács Márta (1940) építőmérnök (l. 2004; r. 2010)
- Kuthy Lajos (1813–1864) író, drámaíró (l. 1843)
- Kuthy Sándor (1904–1971) agrokémikus, biokémikus (l. 1946; tan. 1949; l. visszaállítva 1989)
- * Kuti Gyula / Kuti, Julius (1940) amerikai magyar fizikus (k. 1990)
- Kutrzeba, Stanisław (1876–1946) lengyel történész (t. 1929)
- Kuun Géza (1838–1905) nyelvész, filológus, orientalista (l. 1867; t. 1883; ig. 1904)
- Kuzsinszky Bálint (1864–1938) régész, ókortörténész (l. 1907; r. 1926)
- Kürschák József (1864–1933) matematikus (l. 1896; r. 1914; ig. 1931)
- Kürti Miklós / Kurti, Nicholas (1908–1998) nagy-britanniai magyar fizikus (t. 1970)
- Küster, Ernst (1874–1953) német botanikus (t. 1936)